# 聖籠町
聖籠町（せいろうまち）は、新潟県下越地方に位置する北蒲原郡の町。新潟広域都市圏（新潟都市圏）の構成市町村である。新潟市への通勤率は24.7%・新発田市への通勤率は21.8%（いずれも平成22年国勢調査）。

## 地理

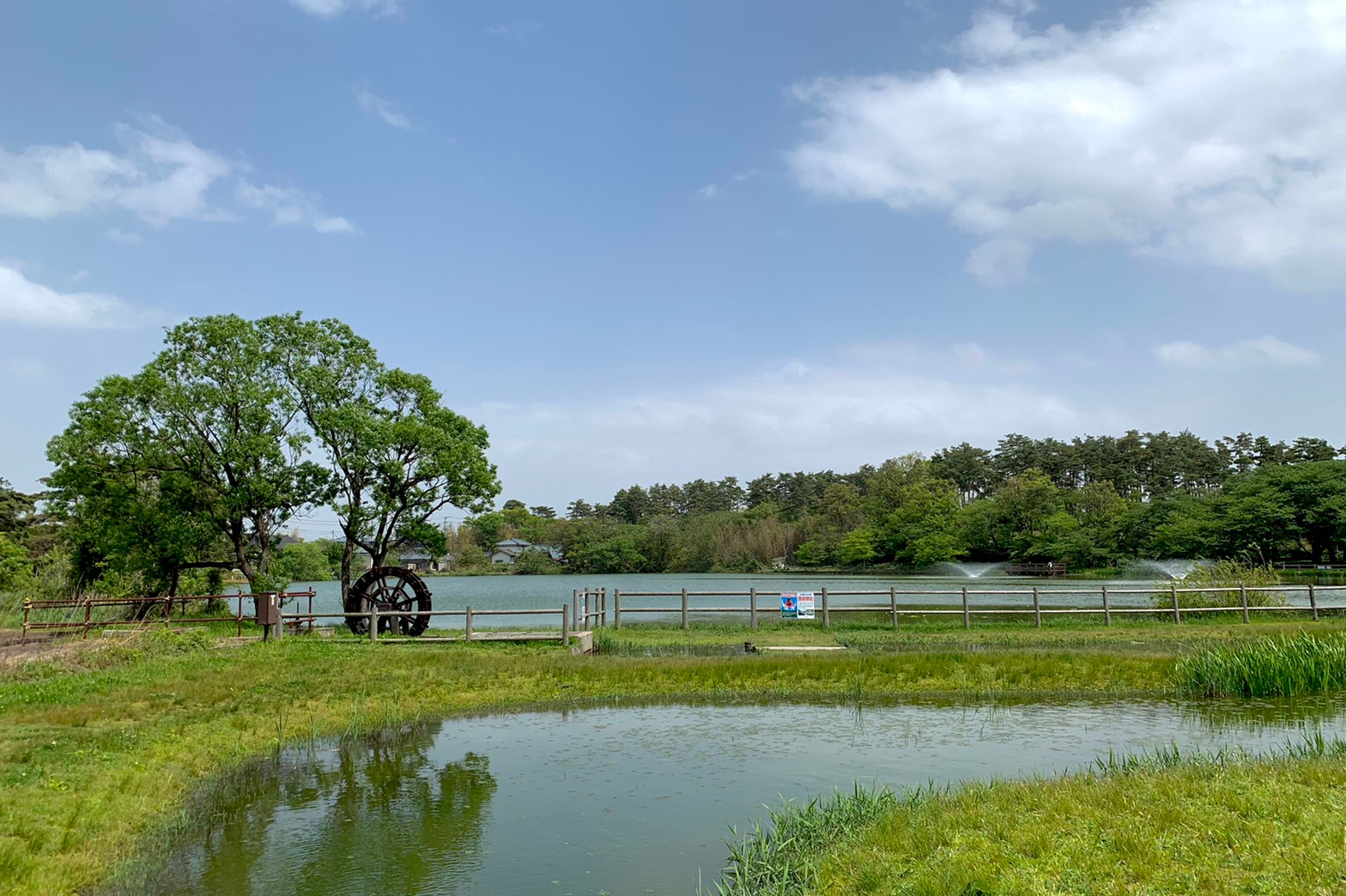
弁天潟風致公園

越後平野の沿岸部に位置し、何列もの新潟砂丘が町域を横断する。
- 河川：加治川、新発田川、新発田川放水路
- 湖沼：弁天潟

### 隣接している自治体・行政区
- 新潟市（北区）
- 新発田市

## 歴史

### 町名の由来
大同元年（806年）に僧侶がやって来て、この地の山に籠ったことから、時の人々が高徳の僧（聖）の籠もった山だとして、そこを「聖籠山」と名付けたのが由来とされる。

### 沿革
- 1889年（明治22年）4月1日 - 町村制施行にともなう合併により聖籠村、蓮野村、藤井村、亀代村、蓮潟新田が発足。聖籠村役場は山倉新田に設置[3]。

| 聖籠村 | 真野新田、桃山新田、山倉新田、諏訪山新田、大夫新田、三賀新田、上大谷内新田、丸潟新田、道賀新田 |
| 蓮野村 | 蓮野村、大夫興野、二本松新田、別行村                                                           |
| 藤井村 | 藤寄村、笠柳村、横井村                                                                         |
| 亀代村 | 網代浜、亀塚浜、次第村                                                                         |

※蓮潟新田は合併せず独立（1894年（明治27年）に蓮潟村に改称）。
- 1906年（明治39年）4月1日 - 合併により聖籠村（2代目）が発足。村役場は大夫新田に設置[4]。

| 聖籠村 | 聖籠村、蓮野村、蓮潟村、藤井村（藤寄） |

- 1915年（大正4年）7月10日 - 鴻沼村との境界変更[5]。
- 1916年（大正5年）2月25日 - 鴻沼村との境界変更[6]。
- 1955年（昭和30年）3月 - 聖籠村と亀代村が合併し、聖籠村（3代目）となる。
- 1977年（昭和52年）8月 - 町制施行し聖籠町となる。

## 人口
2010年代に入ってからも上昇または横ばいとなっており、2018年時点では県内市町村のなかで唯一、前年比で増加している。厚生労働省の国立社会保障・人口問題研究所が示した2045年の人口予測においても、減少率が県内市町村のなかで最も小さくなっており、東港工業団地の存在による豊富な雇用や新潟市からの近さが要因と考えられている。
| |                                        |  |
| 聖籠町と全国の年齢別人口分布（2005年） | 聖籠町の年齢・男女別人口分布（2005年） |  |
| ■紫色 ― 聖籠町 ■緑色 ― 日本全国 | ■青色 ― 男性 ■赤色 ― 女性              |  |
| 聖籠町（に相当する地域）の人口の推移 \| 1970年（昭和45年） \| 11,760人 \| \| \| 1975年（昭和50年） \| 11,737人 \| \| \| 1980年（昭和55年） \| 12,232人 \| \| \| 1985年（昭和60年） \| 12,282人 \| \| \| 1990年（平成2年） \| 12,290人 \| \| \| 1995年（平成7年） \| 12,840人 \| \| \| 2000年（平成12年） \| 13,313人 \| \| \| 2005年（平成17年） \| 13,497人 \| \| \| 2010年（平成22年） \| 13,724人 \| \| \| 2015年（平成27年） \| 14,040人 \| \| \| 2020年（令和2年） \| 14,259人 \| \| |                                        |  |
| 総務省統計局 国勢調査より |                                        |  |
| 1970年（昭和45年） | 11,760人                               |  |
| 1975年（昭和50年） | 11,737人                               |  |
| 1980年（昭和55年） | 12,232人                               |  |
| 1985年（昭和60年） | 12,282人                               |  |
| 1990年（平成2年） | 12,290人                               |  |
| 1995年（平成7年） | 12,840人                               |  |
| 2000年（平成12年） | 13,313人                               |  |
| 2005年（平成17年） | 13,497人                               |  |
| 2010年（平成22年） | 13,724人                               |  |
| 2015年（平成27年） | 14,040人                               |  |
| 2020年（令和2年） | 14,259人                               |  |

## 行政
- 町長：西脇道夫
  - 渡邊廣吉（1994年9月5日から6期）
  - 西脇道夫（2018年9月5日就任、2期目）
- 町議会：議員定数14人（現在の議員の任期は2023年8月31日までである）

### 市町村合併
2002年（平成14年）11月、市町村合併については当面は参加しない方針を執ることを表明している。

## 経済

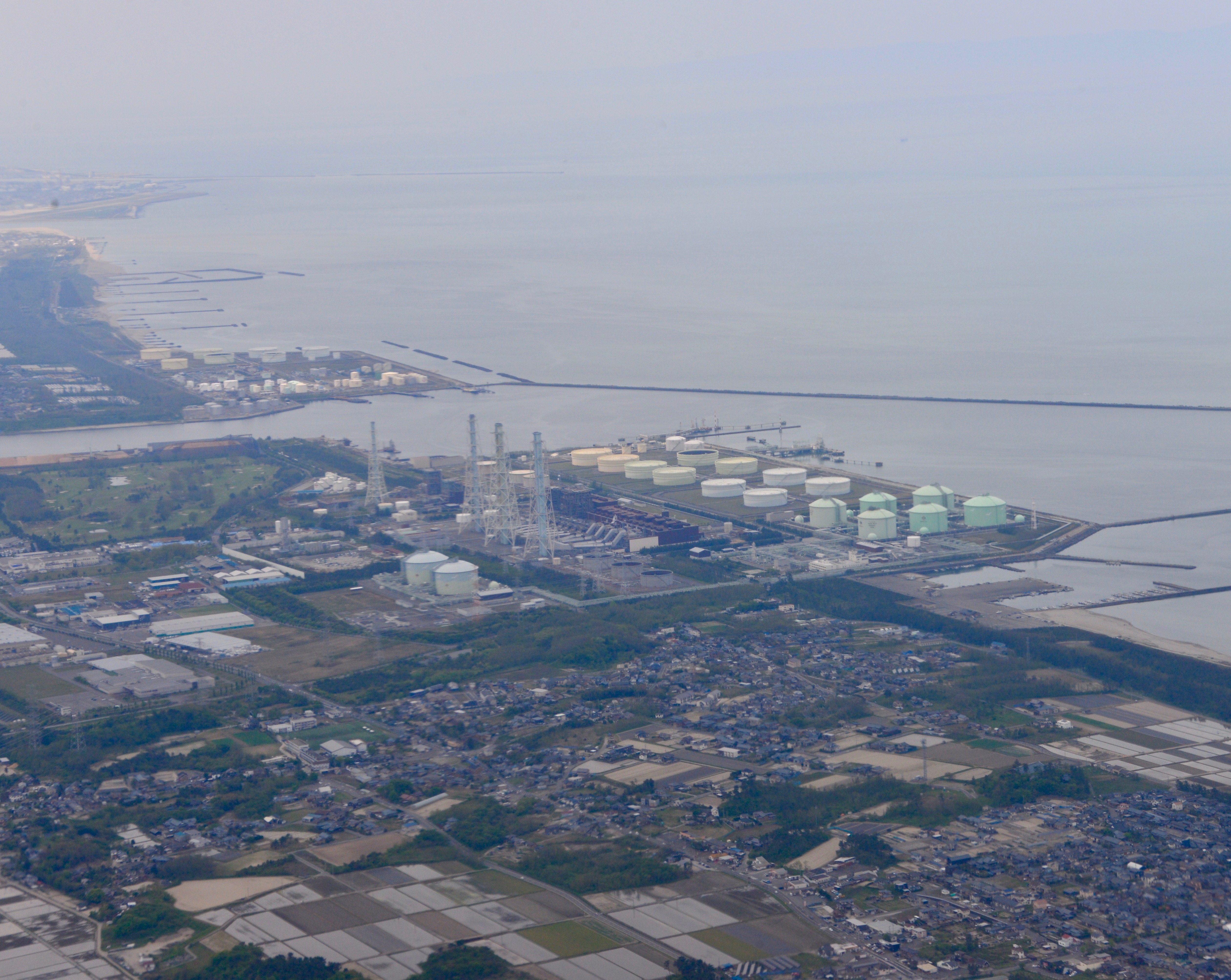
東北電力東新潟火力発電所

昭和50年代頃までは農業を主としていたが、工業専用港として1969年（昭和44年）に新潟東港が開港して以来同港の工業地帯に企業進出が進み、急速に工業化が進んだ。また、東新潟火力発電所や工業団地などの安定した収入源があり、地方交付税不交付団体となっている。平成30年度末時点で新潟県内で不交付団体となっている他自治体としては他に刈羽村が挙げられる。

### 農業
サクランボが特産品となっているほか、ブドウ・梨・桃など数多くの果物が栽培されている。

### 工業
精密機械や食品加工などの大工場が多く、県内の町村としては最大の製造品出荷額を誇る。
主な立地企業
- 東北電力　東新潟火力発電所
- 株式会社堀川　本社・本社工場
- 株式会社三幸　本社・工場
- 新潟トランシス　本社・工場
- IHI原動機　新潟ガスタービン工場
- グローバルウェーハズ・ジャパン　本社・新潟工場
- サトウ食品　東港工場
- 一正蒲鉾　聖籠工場
- 日本シイエムケイ　新潟工場
- 日本ケミコン　新潟工場
- 昭和コンクリート工業　新潟工場
- トーモク　新潟工場
- 三協フロンテア　新潟事業所
- 日本海エル・エヌ・ジー　本社
- 全農エネルギー　新潟石油基地
- リンコーコーポレーション　東港支社
- センコン物流　新潟営業所

### 商業

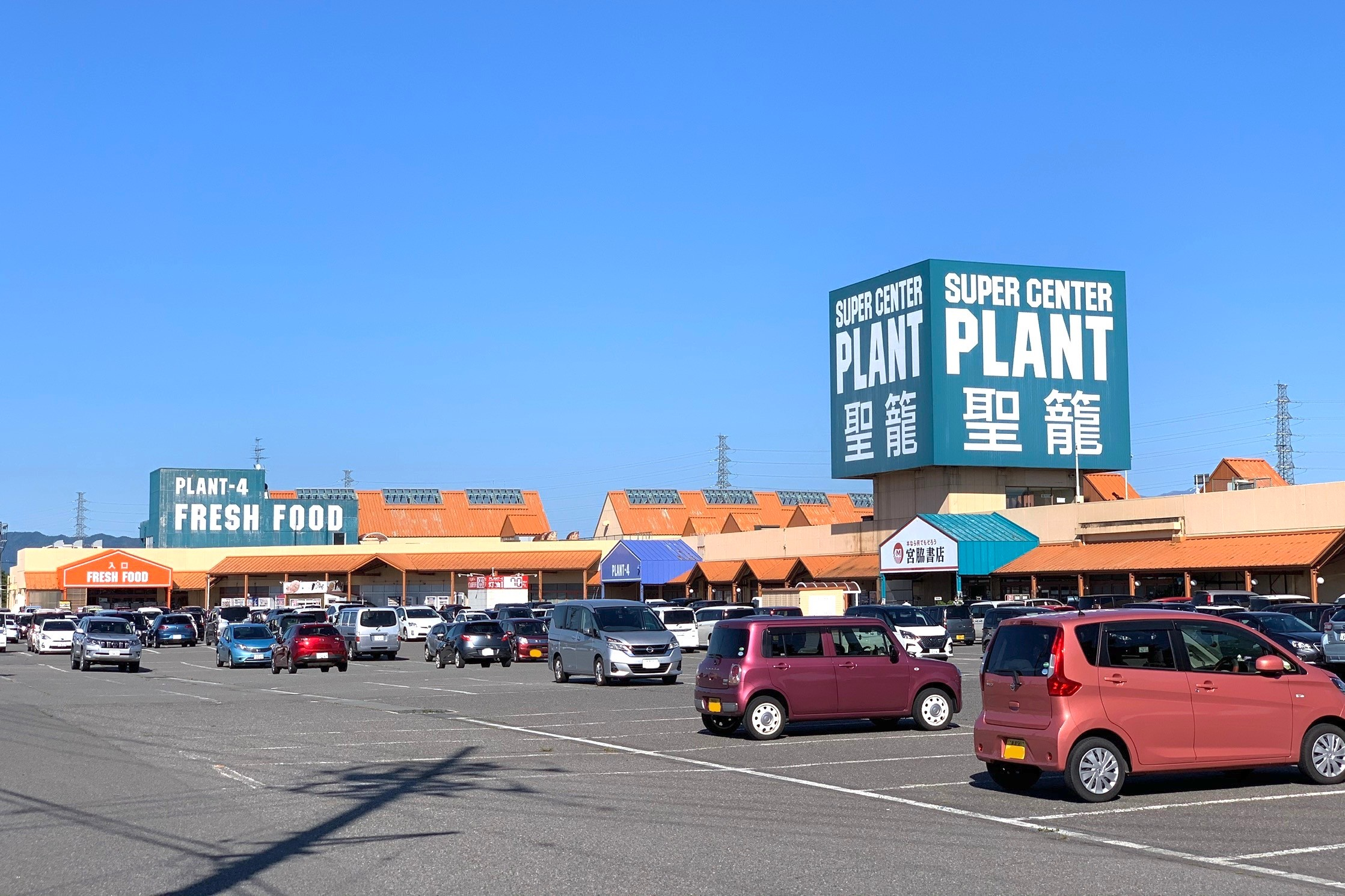
PLANT-4聖籠店（旧・ラパーク聖籠長崎屋）

新新バイパス・蓮野IC沿いに大規模店舗PLANTが立地する。

## 教育
専修学校
- JAPANサッカーカレッジ

中学校
- 聖籠町立聖籠中学校

小学校
- 聖籠町立亀代小学校
- 聖籠町立山倉小学校
- 聖籠町立蓮野小学校

## 施設

### 文化・スポーツ施設

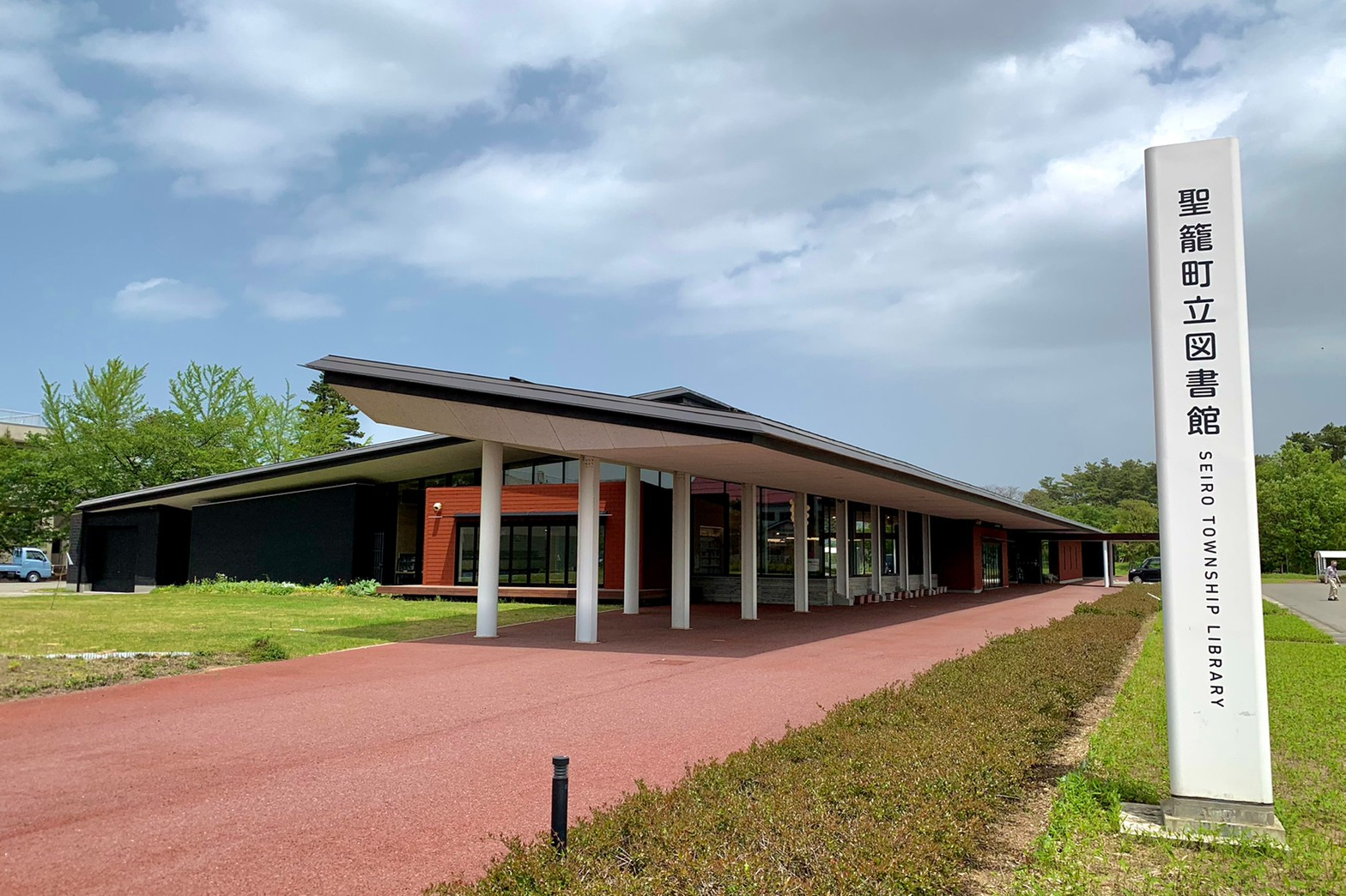
聖籠町立図書館（2021年5月）

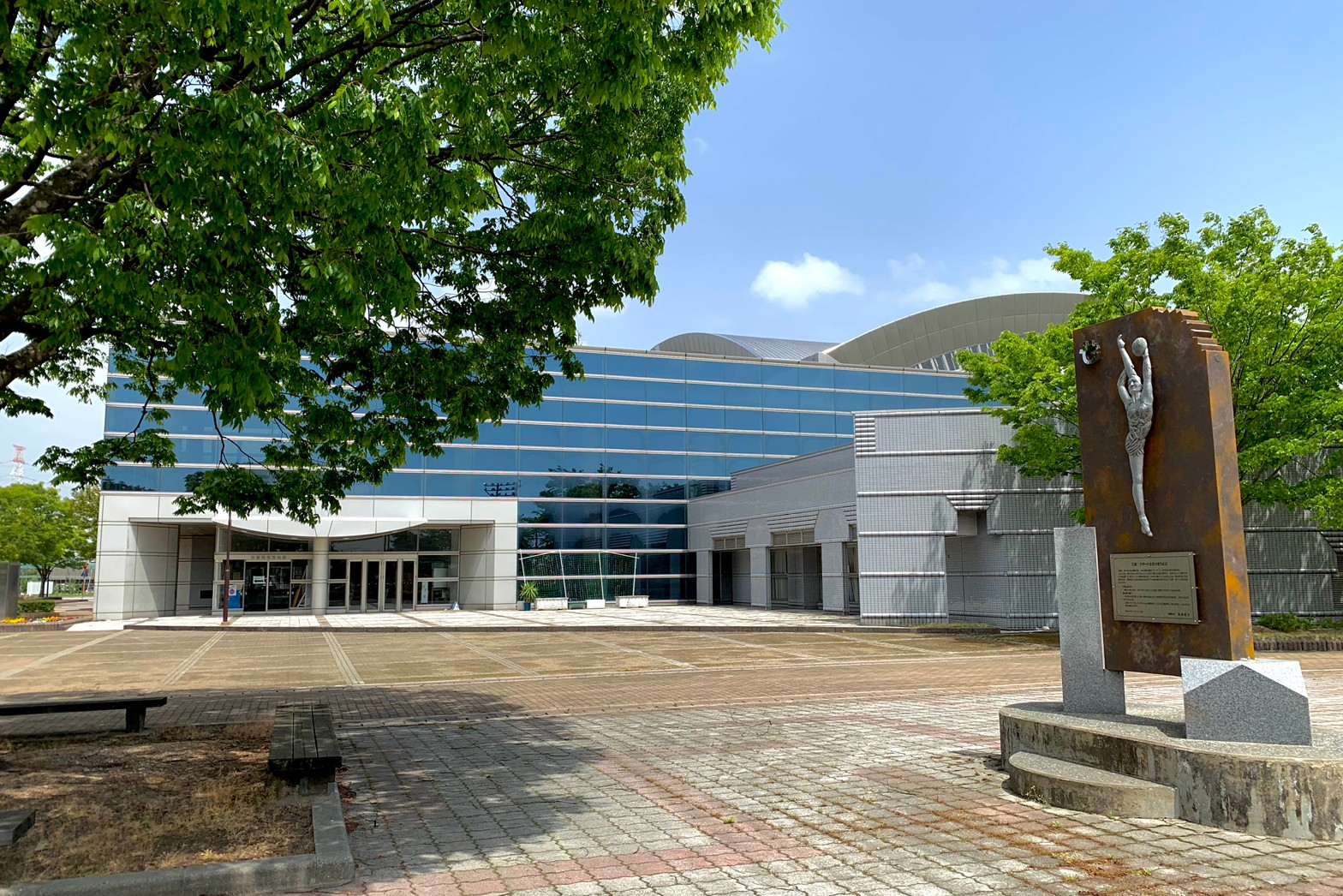
聖籠町民会館（2021年5月）

- 聖籠町立図書館 - 2014年6月に現在の建物がオープンした[11]。それまでは町民会館に併設されていた[12]。
- 聖籠町民会館 - 1989年6月[13]にオープンした総合体育館、文化会館、公民館等の複合施設。屋外にはグラウンド「スポアイランド聖籠」がある。
- 蓮のギャラリー・蓮の創作工房
- 聖籠町民俗資料館（結いハート聖籠内）
- 聖籠町歴史資料展示館「いにしえ」
- 聖籠野球場
- 次第浜野球場

このほか、2004年、新潟東港内のサッポロビール所有地に、Jリーグ・アルビレックス新潟のクラブハウスと練習場「新潟聖籠スポーツセンター」が整備されており、新潟市と共に同チームのホームタウンとして登録されている。ただし公式戦のホームゲームはすべて、新潟市中央区の新潟スタジアム（デンカビッグスワンスタジアム）にて開催される。

### 医療施設

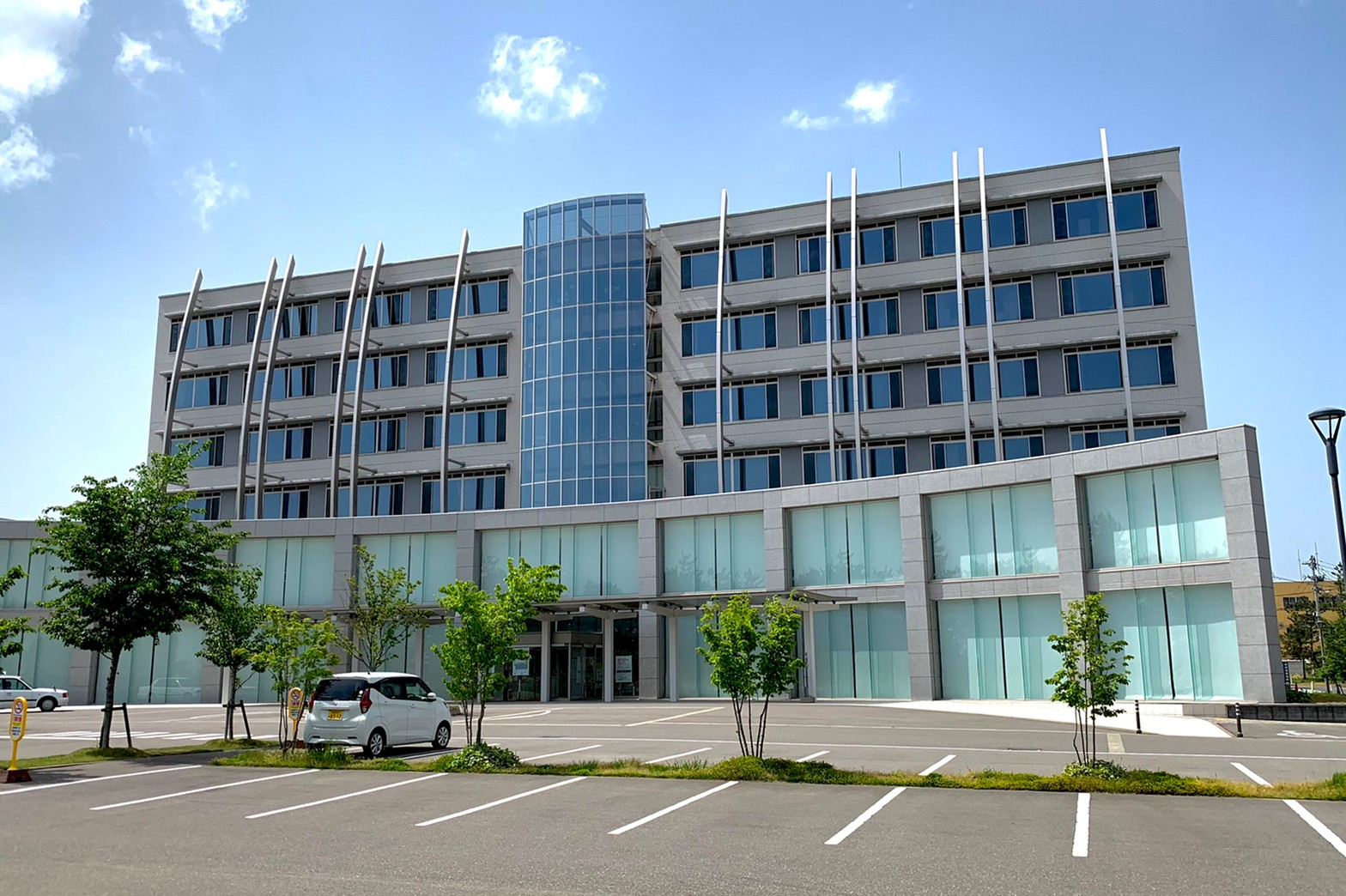
新潟聖籠病院（2021年5月）

- 新潟聖籠病院
- 新潟手の外科研究所病院

### ライフライン
- 東北電力（電気）
- 新発田ガス（都市ガス）

## 交通
町内には高速道路、国道バイパス、幹線道路などが通っており、新潟～新発田方面とのアクセス手段となっている。町内には新潟県運転免許センターが立地する。

### 鉄道
町西側を貨物専用線の黒山駅分岐新潟東港専用線（新潟東港鉄道）が通っているが、旅客鉄道は通っていない。聖籠町役場への最寄り駅はJR白新線の佐々木駅（新発田市）となる。
2008年4月1日以降、新潟県内では離島の2市村以外で唯一旅客駅の無い自治体である（同じく旅客駅が無かった朝日村が村上市と合併したため）。

### バス

新発田・聖籠町のバス路線図。黄緑色の大部分と青色のごく一部が町域に該当する。時刻表は「聖籠エコミニバス時刻表」および「新潟交通観光バス：新発田エリア」を参照。

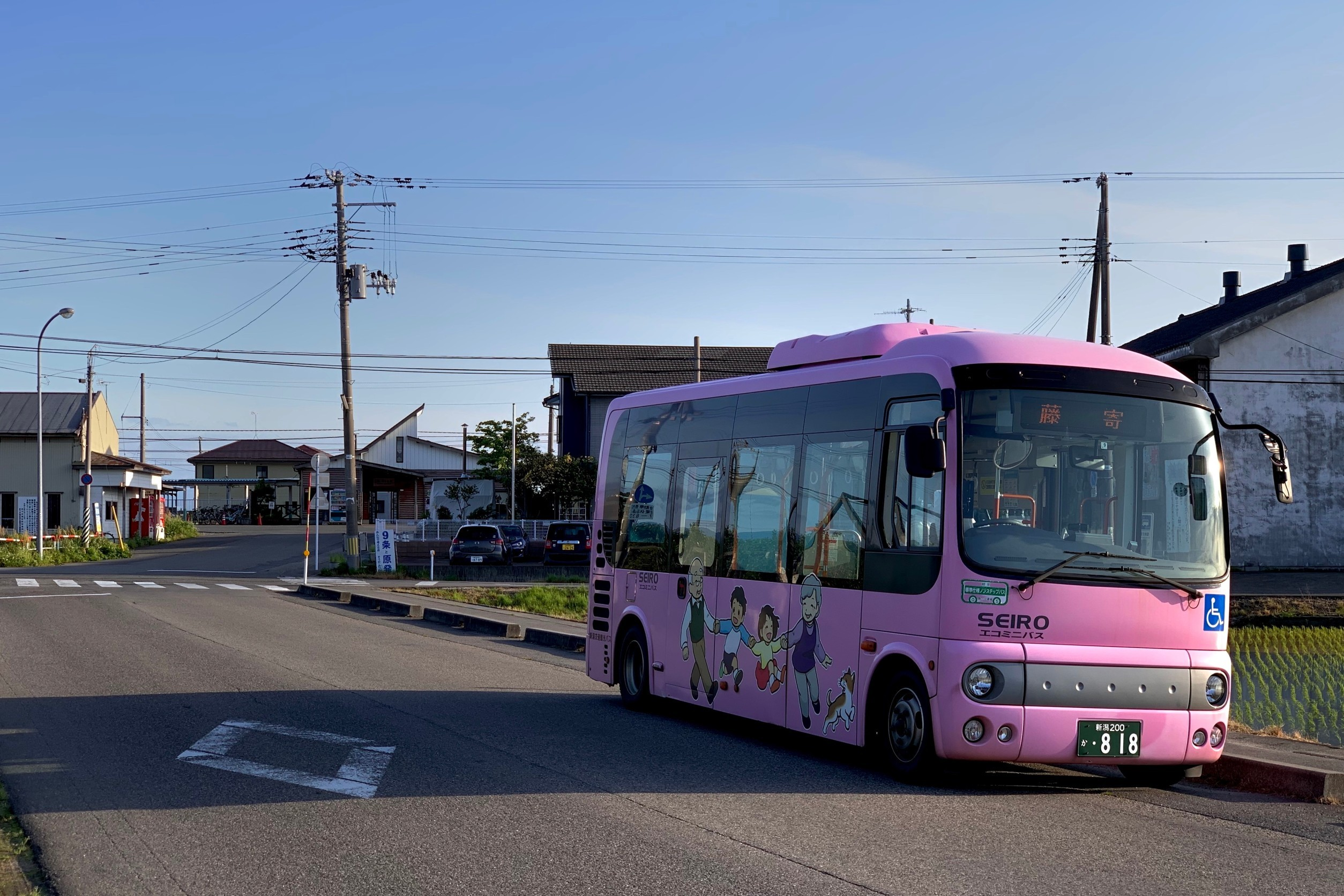
JR佐々木駅前に停車中の聖籠エコミニバス「さくらんぼ」号（2020年5月）

町内ほぼ全域を巡回する町営バス（聖籠エコミニバス）が運行されている。これは2002年（平成14年）秋に町が直営で運行を開始し、2013年（平成25年）から新潟交通観光バスへ委託しているものである。2020年10月の再編以降は、佐々木駅発着の「さくらんぼ号」、新発田駅・新発田市街方面発着の「はまなす号」、町内完結の「さくら号」の3路線の運行形態となり、町役場で3台が集結し相互に乗り換え可能となるダイヤが組まれている。朝夕の便は高校生の通学利用が多い。
2020年9月までは新潟交通観光バスによって、新発田市中心部（新発田駅）から県道203号を通って町中心部、そして次第浜方面へ至る路線が運行されていたが、聖籠エコミニバスの再編に伴って編入された。
これに伴い、町内の民間路線バスは、当町の南西端をかすめる新潟県道3号を走る路線を除けば、新潟交通の免許センター線と、聖籠新発田バスストップに停車する高速バスのみとなった。

### 道路

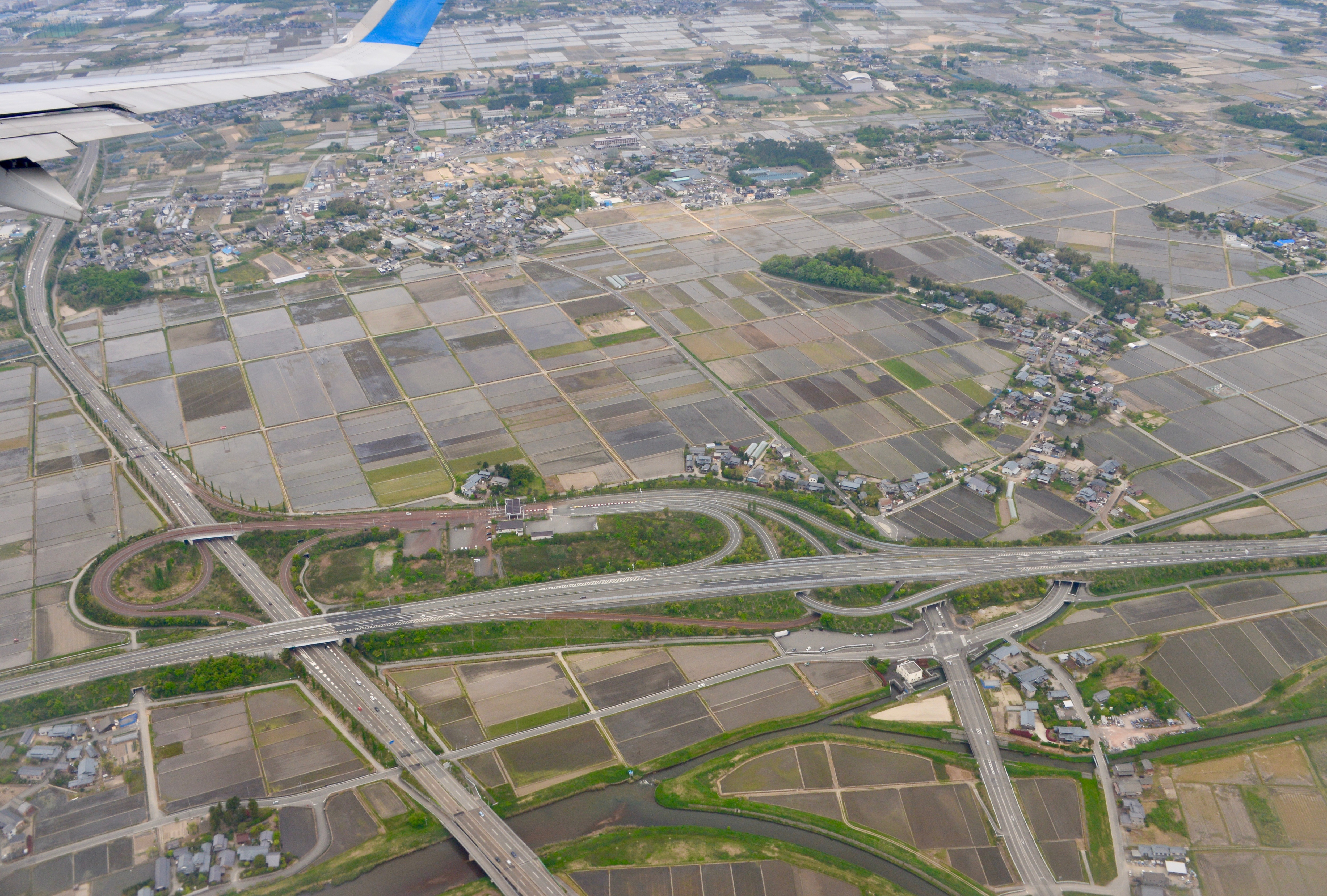
聖籠新発田インターチェンジ

高速道路
- E7日本海東北自動車道
  - (4) 聖籠新発田インターチェンジ／聖籠新発田バスストップ

一般国道（※重複区間となっている路線を除く）
- 国道7号（新新バイパス）
  - 東港インターチェンジ - 大夫興野インターチェンジ - 蓮野インターチェンジ - 聖籠インターチェンジ
- 国道113号

主要地方道
- 新潟県道3号新潟新発田村上線
- 新潟県道26号新発田豊栄線

### 港湾
新潟東港
- 砂丘地を開削して新たに建設した工業港。新潟港を参照

## 名所・旧跡・観光スポット・祭事・催事

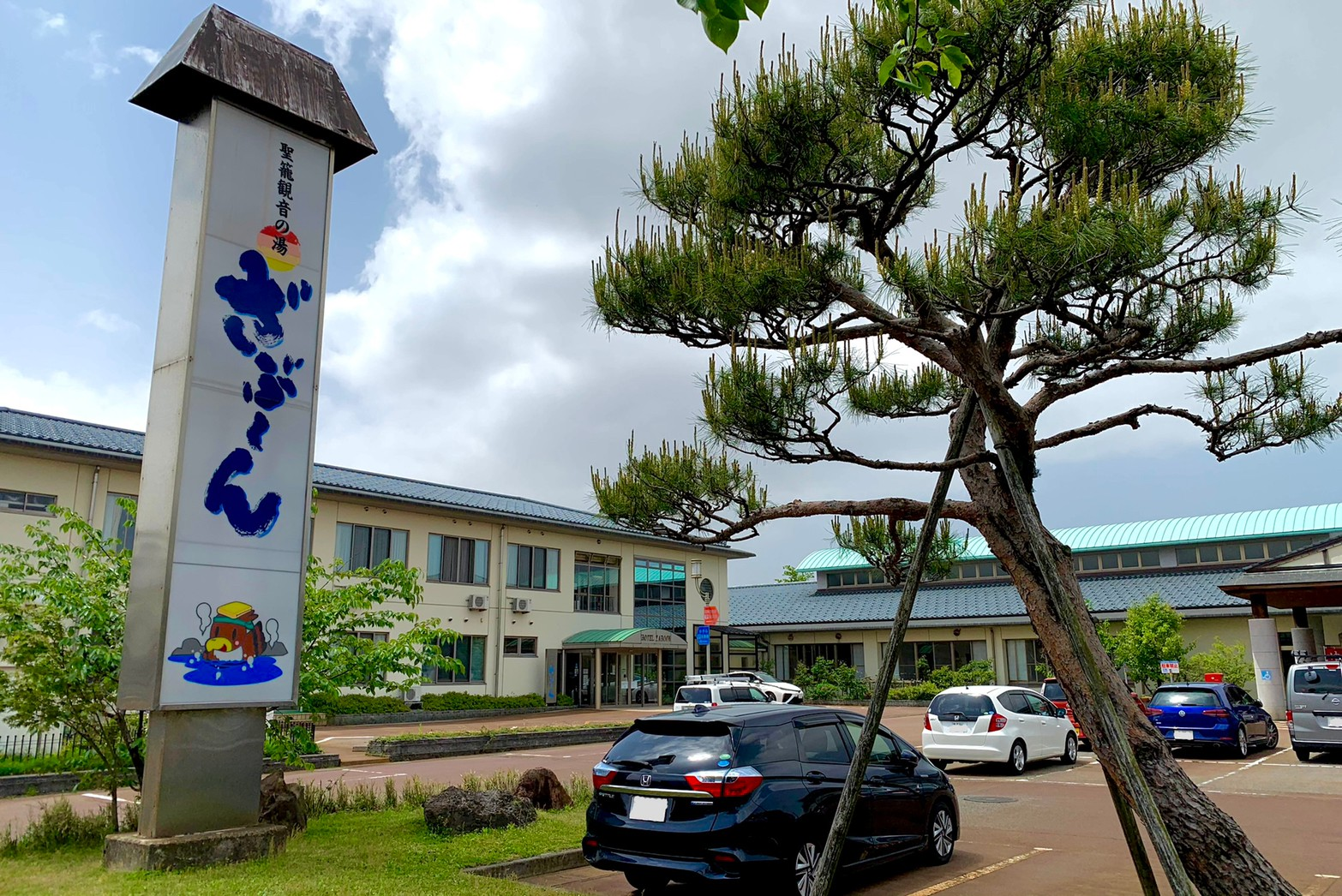
日帰り温泉 聖籠観音の湯 ざぶーん・ホテルざぶーん（2021年5月）

- 「日帰り温泉　聖籠観音の湯 ざぶ〜ん」
第三セクター方式で運営する温泉施設。1998年（平成10年）オープン[18]。泉質はナトリウム-塩化物強塩温泉で食事・休憩・宴会が可能。温泉棟と宿泊棟からなる。町外からの利用客が多い[19]。
- 東新潟火力発電所はまなす館（2021年8月より長期休館、2024年10月31日閉館）
- 聖籠地場物産館（PLANT-4隣接、1994年オープン[18]）
- 網代浜海水浴場
  - 海のにぎわい館
2012年（平成24年）オープンの海洋レクリエーション拠点施設[18]。みなとオアシス聖籠に登録されている。
- 弁天潟風致公園 - 春には桜まつりが開催され、夏にはハスが開花、冬には白鳥が飛来する[20]。
- 二宮家バラ園
- 聖籠山宝積院（越後三十三観音第二十九番札所）

このほか、観光農園が多くある。

## 出身有名人
- 高崎翔太（俳優）
- 加藤健 （読売ジャイアンツコーチ・元新潟アルビレックスBC球団社長補佐・元プロ野球選手）
- 菅原りこ（歌手・女優・元NGT48）